# Středoevropský pohár 1940
Sezóna 1940 byla 14. ročníkem Středoevropského poháru. Zúčastnily se nejlepší týmy z uplynulého ročníku domácí ligy z Maďarska, Jugoslávie a Rumunska. Ročník se hrál kvůli probíhající 2. světové válce pouze v okleštěné podobě a kvůli válečným událostem se nedohrál. Další ročník se konal až v roce 1951.

## Čtvrtfinále
| Domácí v 1. zápase    | Celkem | Hosté v 1. zápase  | 1. zápas | 2. zápas |
| --------------------- | ------ | ------------------ | -------- | -------- |
| Hungária FC           | 1 - 5  | FC Rapid Bucuresti | 1 - 2    | 0 - 3    |
| OFK Bělehrad          | 4 - 0  | Venus Bucureşti    | 3 - 0    | 1 - 0    |
| Slavia Sarajevo       | 4 - 11 | Ferencvárosi TC    | 3 - 0    | 1 - 11   |
| Gradjanski HSK Zagreb | 5 - 1  | Újpest FC          | 4 - 0    | 1 - 1    |

## Semifinále
| Domácí v 1. zápase    | Celkem | Hosté v 1. zápase  | 1. zápas | 2. zápas |
| --------------------- | ------ | ------------------ | -------- | -------- |
| Gradjanski HSK Zagreb | 0 - 0  | FC Rapid Bucuresti | 0 - 0    | 0 - 0    |
| OFK Bělehrad          | 1 - 2  | Ferencvárosi TC    | 1 - 0    | 0 - 2    |

## Finále
| Domácí v 1. zápase | Celkem | Hosté v 1. zápase  | 1. zápas | 2. zápas |
| ------------------ | ------ | ------------------ | -------- | -------- |
| Ferencvárosi TC    | ---    | FC Rapid Bucuresti | ---      | ---      |

Kvůli válečným událostem nedohráno.